# Лоскот, Евгений Александрович
Евгений Александрович Лоскот (22 июня 1983 — 7 сентября 2014) — капитан Вооруженных сил Украины. Герой Украины (2017, посмертно).

## Биография
Родился 1983 году в Чернигове. В 2000 году окончил общеобразовательную школу в поселке Десна Козелецкого района Черниговской области.
В 2006 году окончил Одесский институт Сухопутных войск, начал службу в должности командира взвода. В 2011 году уволился из рядов ВС Украины в звании капитана. Принимал активное участие в общественно-политической жизни, с 2010 года был членом Козелецкой районной организации Всеукраинского объединения «Свобода». Активный участник Евромайдана, получил ранение в противостояниях на улице Грушевского, участвовал в защите Майдана 18-20 февраля 2014 года.
С началом вооружённого конфликта на Донбассе добровольцем ушёл в военкомат, мобилизован 21 марта 2014 года, назначен в 1-ю отдельную гвардейскую танковую бригаду заместителем командира разведывательной роты по вооружению. Участвовал в боях вблизи населенных пунктов Жёлтое, Лутугино, Раёвка, Сабовка, за стратегические блокпосты. За отличие в боях за Луганский аэропорт досрочно получил звание майора, однако так и не успел изменить погоны.
В сентябре после тяжёлых боёв остался под Луганском прикрывать отход основной тактической группы, присоединился к бойцам 22-го батальона территориальной обороны «Харьков». Подразделение осталось без офицеров, поэтому Лоскот решил возглавить его, о чём доложил своему командованию.

### Гибель
Согласно свидетельству капитана Константина Фартушного из 22-го батальона территориальной обороны, капитан Лоскот оставался в арьергарде у села Шишково, прикрывая отступление украинских частей к городу Счастье. Обнаружив скопление транспорта и личного состава противника в нескольких сотнях метров, Лоскот решил атаковать полевой командный пункт противника, использовав эффект неожиданности. На боевой машине пехоты вместе с Фартушным и ещё одним бойцом они вторглись в расположение численно превосходящего противника, однако в ходе боя БМП была подбита. По словам Фартушного, которому удалось бежать, в последний раз Лоскот выходил на связь по телефону поздно вечером 5 сентября. По неизвестным причинам он не смог переправиться через Северский Донец и остался на занятой противником территории. Со ссылкой на рассказы бойцов противника Фартушный сообщил, что Лоскот был обнаружен и окружён, после чего отказался сдаваться в плен и погиб со словами «Русские не сдаются! Слава Украине!». В других источниках утверждается, что перед смертью Лоскот успел поучаствовать в корректировке артиллерийского огня по позициям сепаратистов и что действия Лоскота задержали движение сепаратистов на Счастье, позволив беспрепятственно отступить полусотне украинских военных.
Останки Лоскота были обнаружены поисковиками Гуманитарной миссии «Чёрный Тюльпан» 22 июня 2015 года на месте его гибели и идентифицированы по результатам ДНК-экспертизы. 9 сентября 2015 офицера похоронили в посёлке Десна.
Остались мать Ксения Лоскот, жена Татьяна и сын Тарас (род. 2010).

## Память
- 19 февраля 2016 распоряжением Козелецкого поселкового совета улица Пролетарская в Козельце переименована в улицу Евгения Лоскота[6].
- 2 апреля 2016 в поселке Козелец состоялся бильярдный турнир, приуроченный памяти погибшего в Луганской капитана Лоскота[7].
- Улица Евгения Лоскота (Чернигов)